# Roy Agnew
Pour les articles homonymes, voir Agnew.
Roy Ewing (Robert) Agnew (Sydney, 23 août 1891 – Sydney, 12 novembre 1944) est un compositeur et pianiste australien. Il est considéré comme le plus remarquable compositeur australien de la première moitié du xxe siècle.

## Biographie

### Formation
Agnew naît à Sydney, fils de Samuel Agnew, un fabricant de sirops (cordial), et son épouse Maria Jane, née Miller. Agnew apprend le piano à un âge précoce. Il fréquente les écoles publiques de Chatswood et Hornsby et reçoit sa première formation musicale avec Emanuel de Beaupuis, un pianiste italien installé à Sydney. Il poursuit avec l'enseignement de Daisy Miller et Sydney Moss. Plus tard, il a également étudié brièvement la composition avec Alfred Hill au Conservatoire de la Nouvelle-Galles du Sud. Il travaille comme professeur de piano dès 1911 à Marrickville.
C'est l'époque où Agnew écrit de « frappantes œuvres originales » qui abandonnent « les limites de la tonalité et des relations tonales ». Sa première pièce publiée est Australian Forest Pieces for Piano en 1913 ; toutefois, sa musique ne reçoit pas beaucoup d'attention du public, jusqu'à ce que Benno Moiseiwitsch donne un récital en matinée au Sydney Town Hall de ses œuvres, Deirdre's Lament et Dance of the Wild Men. Grâce en partie à la générosité des amis et de ses sympathisants, Agnew est en mesure de se rendre à Londres en 1923, pour étudier la composition et l'orchestration avec Gerrard Williams et Cyril Scott au Royal College of Music (1923–1928).

### Carrière
Alors qu'à Londres Roy Agnew donne des récitals d'œuvres de compositeurs contemporains tels Claude Debussy et Igor Stravinsky et que sa propre Fantasie Sonata est créée par William Murdoch en 1927, l'éditeur londonien Augener & Co. commence à publier ses œuvres. Aux États-Unis, il trouve également un éditeur à New York, Arthur P. Schmidt.
En 1928, Agnew retourne à Sydney où il donne un certain nombre de récitals de sa musique. Sous la direction d'Alfred Hill sont donnés son Poème pour orchestre et voix et The Breaking of the Drought. En 1931, il retourne à nouveau en Grande-Bretagne, pour donner notamment des concerts de ses œuvres, à l'association féminine du Lyceum Club (en), au Studio George Woodhouse de Londres et à Glasgow. Il joue également plusieurs fois pour la BBC.
Après trois années, il retourne chez lui en décembre 1934, pour une tournée sponsorisée par la radio australienne (Australian Broadcasting Commission ou ABC). La même année, il annonce une série de leçons privées dans la pratique de la composition et « l'interprétation générale et de l'art de la pédale » à Melbourne. En mai 1935, il donne deux récital de ses œuvres pour la radio. À cette époque, un certain nombre de ses œuvres sont jouées et orchestrées en Australie par d'autres musiciens.
En janvier 1938, Roy Agnew est engagé par l'ABC pour animer un programme hebdomadaire de musique contemporaine, intitulé « Modern and Contemporary Composers' Session ». Agnew présente des compositeurs tels que Webern, Berg, Busoni, Szymanowski, Debussy, Stravinsky et Scriabine, jouant parfois les œuvres lui-même. Le programme est devenu si populaire qu'il se poursuit pendant cinq ans. C'est sans doute fortement influencé par l'exemple d'Edward Clark, dont Agnew avait entendu les émissions en Grande-Bretagne. Clark, chef d'orchestre, était un élève d'Arnold Schönberg et étroitement lié à tous les membres de la Seconde école de Vienne. Il a continué pour révolutionner la production et la diffusion à la BBC, créant une partie importante des premières mondiales ou britanniques.
Roy Agnew a également animé un deuxième programme radiophonique, intitulé de « La musique à travers les âges : le piano et ses compositeurs », mettant en vedette la plupart des compositeurs de musique classique tels que Giles Farnaby, Domenico Scarlatti, Mozart et Chopin, qu'Agnew joue lui-même.
En 1939, pour sa Sonate ballade, il remporte le premier prix de l'Association musicale de la Nouvelle-Galles du Sud, qu'il a enregistré pour la Columbia. En 1943, il enregistre une cinquantaine de ses compositions pour ABC. Bien que ces enregistrements restent des documents précieux de son jeu, ils sont un peu gâché par les limites de la technologie qui l'on obligé de presser certains passages, afin de les adapter sur la face des disques.
En 1944, la dernière œuvre majeure d'Agnew est la Sonate légende (Capricorne) présentée au public pour la première fois par Alexander Sverjensky au Conservatoire de Sydney. En février de la même année, Agnew accepte un poste au Conservatoire.
Il a développé une relation chaleureuse avec le professeur de piano Winifred Burston, qui a présenté ses œuvres à ses élèves tels Larry Sitsky et Richard Meale.
Le 8 novembre 1930, Roy Agnew épouse Kathleen Olive, la cadette des filles du juge et ancien sénateur Richard O'Connor, à la cathédrale Sainte-Marie. Le mariage reste sans enfant. L'homme a été décrit comme calme, doux et discret. La vie en dehors de sa musique, de chez lui et de son jardin « n'était pas été très concret ou réel ». Il appréciait également le surf et la marche.
Il est mort subitement le 12 novembre 1944 d’une septicémie à la suite d'une angine. Sa succession au moment de son décès a été évaluée modestement à 547 £.

## Style
Roy Agnew est l'un des rares compositeurs australiens de sa génération à obtenir la reconnaissance internationale. Il a été décrit comme « le plus remarquable des compositeurs australiens du début du xxe siècle ». « L'archétype du pianiste-compositeur », dont la grande majorité des œuvres est écrite pour piano, avec quelques incursions occasionnelles dans des formes orchestrales ou autres.
Tous les critiques ont noté l'influence de Scriabine sur la musique Agnew, tandis que d'autres ont détecté diverses affinités avec John Ireland, Ravel, Debussy, Liszt, Busoni, Cyril Scott, Frank Bridge et Arnold Bax,. Le critique anglais Neville Cardus note cependant qu'indépendamment de ses influences Agnew « a tout fait comme une seconde nature à son imagination essentiellement lyrique ». Cardus observe également qu'il avait un « goût certain » pour créer des atmosphères, en particulier dans ses œuvres plus petites.
Les œuvres d'Agnew généralement considérées comme les plus importantes sont ses six sonates pour piano — il semble qu'en fait Agnew en ait écrit huit, mais les deux premiers numéros sont perdus. Le style de ces œuvres est décrit comme « très pianistique, plein de fantaisie et de couleur et techniquement exigeants », tout en intégrant « un vocabulaire harmonique tourné vers l'avenir ». Le compositeur australien Larry Sitsky a noté que les quatre dernières sonates d'Agnew (à l'exclusion de la Sonate 1929 la plus récemment découverte) ont une progression inhabituelle : la première a quatre grands thèmes musicaux, la deuxième trois, la troisième, deux et la dernière, la Sonate Légende, est monothématique. Chacun a son attrait particulier et défis, mais Sitsky suggère qu'en plus de cette progression « vers une économie de thèmes et d'expression » les œuvres d'Agnew sont de plus en plus conservatrices. Sitsky sent que ce mouvement peut être dû à l'influence du conservatisme des établissements musicaux australiens de l'époque En plus des sonates, Sitsky cite les Préludes et poèmes comme des « ajouts importants au répertoire australien » qui est « de faire de belles impressions dans les programmes d'un concerts ».
Alors que d'autres compositeurs australien du début du xxe siècle ont été « découverts » et réhabilités à partir des années 1970 par une nouvelle génération de critiques australiens, la mort relativement précoce d'Agnew, en 1944, a fait de lui une des « figures oubliées » de la période. C'est seulement dans les années 1990 que sa musique a commencé une nouvelle fois à attirer l'attention. Sa contribution est maintenant largement reconnue et l'éditeur de musique australien Keys Press a publié une édition complète de ses œuvres.

## Œuvres (sélection)

### Orchestre
- The Breaking of the Drought, 1928

### Piano
Également quelque soixante autres œuvres et quelques duos pour deux pianos.
- Symphonic Poeme[6]
- Fantasie Sonata (1927)
- Sonata 1929 (1929)[6]
- Sonata Poeme (1936)
- Sonata Ballade (1939)
- Sonata Legend (Capricornia) (1940)
- Australian Forest Pieces (1913)
- Dance of the Wild Men (1919)
- Deirdre's Lament (1922)
- Poème Tragique (1922)
- Rhapsody (1928)
- Rabbit Hill (1928)
- Youthful Fancies (1936)
- Holiday Suite (1937)
- 4 Preludes

### Mélodies
- Beloved stoop down thro' the clinging dark (Z. Cross Smith) (1913)
- O moonlight deep and tender (Lowell) (1913)
- Dirge (1924) Dusk (R. Williams) (1926)
- Infant Joy (W. Blake) (1926)
- Two Songs without Words (pour violon etr clarinette, 1928)
- Beauty (J. Masefield) (1935)
- The flowers of sleep (V. Daley) (1935)[4]

## Discographie
- The poet sings - Lisa Harper-Brun – soprano, David Wickham, piano (Stone Records 2012)